# Rzepiszyn
Rzepiszyn – wieś w Polsce położona w województwie kujawsko-pomorskim, w powiecie inowrocławskim, w gminie Kruszwica.

## Podział administracyjny
| SIMC    | Nazwa     | Rodzaj    |
| ------- | --------- | --------- |
| 0089922 | Gustawowo | część wsi |

W latach 1975–1998 miejscowość administracyjnie należała do województwa bydgoskiego.

## Demografia
Według Narodowego Spisu Powszechnego (III 2011 r.) wieś liczyła 48 mieszkańców. Jest 46. co do wielkości miejscowością gminy Kruszwica.

## Urodzeni w Rzepiszynie
- Mieczysław Meissner (1877-1938) – polski ksiądz katolicki, społecznik
- Czesław Gorgoniusz Meissner (1879-1950) – polski lekarz, polityk II RP, powstaniec wielkopolski